# Архиепархия Тренто
Архиепархия Тренто (лат. Archidioecesis Tridentina, итал. Arcidiocesi di Trento) архиепархия-митрополия Римско-католической церкви, входящая в церковную область Тревенето. В настоящее время епархией управляет архиепископ-митрополит Луиджи Брессан. Викарный епископ — Лауро Тизи.
Клир епархии включает 667 священников (402 епархиальных и 265 монашествующих священников), 28 диаконов, 319 монахов, 553 монахини.
Адрес епархии: Piazza Fiera 2, 38122 Trento C.P. 389 Trento Centro.
Патроном архиепархии Тренто является Святой Вигилий.

## Территория
В юрисдикцию епархии входят 452 прихода в коммуннах Трентино-Альто-Адидже: все в автономной провинции Тренто.
Все приходы образуют 29 деканатов: Ала, Арко, Басса Вальсугана, Калавино, Кавалезе, Чивеццано-Пине, Клес, Кондино, Фасса, Фольгария, Фондо, Лавис-Чембра, Левико, Ломазо, Валле-ди-Соле, Маттарелло, Меццокорона, Меццоломбардо, Мори, Перджине, Пово, Примьеро, Рендена, Рива-дель-Гарда, Роверето, Тайо, Тьоне, Тренто, Вилла-Лагарина. В свою очередь, все деканаты сгруппированы в 11 пастырских зон.
Кафедра архиепископа-митрополита находится в городе Тренто в Святого Вигилия.
В состав митрополии (церковной провинции) Тренто входят:
- Архиепархия Тренто;
  - Епархия Больцано-Брессаноне.

## История
Епархия Тренто была основана во II веке. Но, несмотря на это, процесс евангелизации области Трентино продвигался медленно. Активная проповедь христианства в местных долинах связана с именем Святого Вигилия, занимавшего епископскую кафедру с 387 по 400 год. Он был другом и сотрудником Святого Амвросия, епископа Милана, который послал ему в помощь трёх миссионеров, Святых Сизиния, Мартирия и Александра. Они проповедовали христианство в районах, где местные жители особенно твердо держались языческих культов, и в 397 году, в Санцено все трое были замучены язычниками.
В IV — V веках епископство Тренто входило в митрополию Милана, после входило в митрополию патриархат Аквилеи. В период господства лангобардов сформировались границы епархии, сохранившиеся почти без изменений до нашего времени.
В 1027 (по другой версии в 1004) году епископы Тренто получили от императора Конрада II светскую власть над территорией епархии и рядом других территорий. Епархия Тренто была преобразована в князь-епископоство Священной Римской империи с правами автономии. Этот статус сохранялся за епископством вплоть до 1803 года и был окончательно упразднен в 1816 году династией Габсбургов, правителями Австрийской империи.
Тренто стал местом проведения Тридентского Вселенского Собора, прошедшим в три этапа между 1545 и 1563 годами. На XVI век приходится время расцвета епархии, во главе которой становятся выдающиеся личности, и прежде всего епископы Бернардо Клезио и Кристофоро Мадруццо.
Люневильский мир в 1801 году секуляризировал церковные государства, упразднив титул князь-епископ. В 1803 году Наполеон Бонапарт предоставил бывшему князь-епископству статус светского княжества. Между 1803 и 1810 годами эта территория была частью королевства Баварии. В 1810 году Наполеон Бонапарт решил присоединить княжество к Королевству Италия. В 1815 году княжество вошло в состав Австрийской империи и стало частью графства Тироль.
Территория епархии была расширена в 1786 и в 1818 годах с присоединением Вальсугано и Примьеро к Австрийской империи.
С 1825 по 1920 год епархия входила в состав митрополии Зальцбурга.
С 24 февраля 1920 года указом Конгрегации Священной Консистории епископы Тренто были поставлены в непосредственное подчинение Святому Престолу.
14 июня 1929 года буллой Inter ceteras Папы Пия XI епархия была возведена в ранг архиепархии.
6 июля 1964 года буллой Quo aptius Папы Павла VI часть территории архиепархии Тренто была объединена с епархией Бриксен, которая получила название епархии Больцано-Брессаноне. Генрих Форер, вспомогательный епископ архиепархии Тренто, был поставлен на кафедру Больцано-Брессаноне. Ученики и профессорский состав семинарии переехали из Тренто в Брессаноне. В то же время буллой Tridentinae Ecclesiae того же Папы была основана митрополия Тренто, в состав которой вошли архиепархия Тренто и епархия Больцано-Брессаноне.

## Ординарии епархии
- Джовино;
- Аббонданцио (381);
- Святой Виджилио (387 — 400);
- Эуджиппио;
- Квартино;
- Перегрино (470);
- Гратизмо;
- Теодоро II (500);
- Анджелло (595);
- Верегондо;
- Манассе;
- Витале I;
- Стаблизиано;
- Доменико;
- Рустико;
- Романо;
- Витале II;
- Корренциано;
- Сизедицио;
- Массимо;
- Маммоне;
- Мариано;
- Доминаторе;
- Орсо;
- Клеменциано;
- Аматоре (802);
- Вольдерико (805 — 814);
- Даниэле (814 — 827);
- Эймпрето (827 — 845);
- Одескалько (854 — 864);
- Адельки (874 — 881);
- Фридеберто;
- Джизольфо;
- Бертольдо;
- Джакомо (900);
- Коррадо I (900 — 926);
- Джованни I (926 — 927);
- Бернардо I (927 — 932);
- Манассе д'Aрлез (932 — 957);
- Лантрамно (957 — 963);
- Арнольдо ди Павия (963 — 971);
- Аримондо (971 — 992);
- Раймондо ди Кальдоре (992 — 1004);
- Ульдарико ди Флавон (1004 — 1022);
- Ульдарико II (1022 — 25.02.1055);

- Аццо (1055 — 14.10.1065);
  - Sede vacante (1065 — 1068);
- Энрико I (1068 — 1082);
- Бернардо II (1082 — 1084);
- Адальпероне (1084 — 1106);
- Джебардо (1106 — 1120);
- Адельпрето I (1120 — 1124);
- Альтманно (1124 — 23.03.1149);
- Арнольдо II (1149 — 02.02.1154);
- Эберардо (1154 — 06.06.1156);
- Святой Адельпрет II[итал.] (17.09.1156 — 08.03.1177);
- Саломоне (1177 — 30.12.1183);
- Альберто Мадруццо (1184 — 20.11.1188);
- Соррадо ди Безено (06.12.1188 — 10.03.1205);
- Федерико Ванга (09.08.1207 — 06.11.1218);
- Адельпрето ди Равенштайн ( 1219 — 27.12.1223);
- Джерардо Осказали (1224 — 1232);
- Альдигретто ди Кастелькампо (1232 — 1247);
- Эньоне ди Аппиано (08.11.1250 — 25.03.1273);
- Энрико II (29.09.1274 — 1289) — рыцарь-тевтонец;
- Филиппо ди Бонакользи[итал.] (31.07.1289 — 08.12.1303) — францисканец, назначен епископом Мантуи;
- Бартоломео Кверини[итал.] (10.01.1304— 23.04.1307);
- Энрико ди Мец (23.051310 — 09.10.1336);
- Николо Абрайн (03.07.1338 — 1347);
- Джерардо да Манаук (12.12.1347 — 1348) — избранный епископ;
- Джованни ди Пистоя (27.10.1348 — 23.10.1349) — назначен епископом Сполето;
- Майнардо ди Нойхауз (Менгарт из Градца) (04.11.1349 — 1360) — из чешского рода Витковичей из Градца;
- Альберто ди Орьенбург (31.08.1360 — 09.09.1390);
- Джорджо ди Лихтенштайн ([07.11.1390 — 20.08.1419);
- Джованни да Исни (1419) — избранный епископ;
- Армандо де Чилли (1421) — избранный епископ;
- Эрнесто Ауэр (1422) — избранный епископ;
- Энрико Флехтель (02.03.1422 — 1423) — избранный епископ;
- Алессандро ди Мазовия[итал.] (20.10.1423 — 02.06.1444);
- Бенедетто да Тренто (12.10.1444 — 1446);
- Георг Хак фон Темесвальд[итал.] (16.10.1446 — 23.08.1465);
- Йоханнес Хиндербах (12.05.1466 — 21.09.1486);
- Ульрих Фрундсберг (11.07.1488 — 10.08.1493);
- Ульрих фон Лихтенштайн (20.08.1493 — 16.09.1505);
- Георг Найдек (25.09.1505 — 05.06.1514);
- Бернардо Клезио (25.09.1514 — 30.07.1539);
- Кристофоро Мадруццо (05.08.1539 — 14.11.1567);
- Людовико Мадруццо[итал.] (14.11.1567 — 02.041600);
- Карло Гауденцио Мадруццо[итал.] (02.04.1600 — 14.08.1629);
- Карло Эмануэле Мадруццо[итал.] (14.08.1629 — 15.12.1658);
- Сиджизмондо Франческо д'Аустриа (07.02.1659 — 28.05.1665);
- Эрнст Адальберт фон Харрах[итал.] (11.11.1665 — 25.10.1667);
- Сиджизмондо Альфонсо Тун (09.09.1669 — 02.02.1677);
- Франческо Альберти Пойа[итал.] (03.10.1678 — 04.02.1689);
- Джузеппе Витторио Альберти ди Эннио (10.12.1691 — 31.12.1695);
- Джованни Микеле Шпаур (24.09.1696 — 22.04.1725);
- Джованни Бенедетто Джентилотти (09.09.1725 — 20.09.1725);
- Антонио Доменико Фолькенштайн (08.04.1726 — 05.04.1730);
- Доменико Антонио Тун (22.11.1730 — 07.09.1758);
- Франческо Феличе Альберти ди Энно[итал.] (07.09.1758 — 31.12.1762);
- Кристофоро Франческо Сиццо ди Норис (22.08.1762 — 13.06.1776);
- Пьетро Виджилио Тун (16.09.1776 — 17.01.1800);
- Эмануэле МарияТун (11.08.1800 — 09.10.1818);
- Франческо Саверио Лушин (24.05.1824 — 23.06.1834) — назначен архиепископом Львова;
- Блаженный Джованни Непомучено де Тшидерер[итал.] (19.12.1834 — 03.12.1860);
- Бенедетто ди Риккабона[итал.] (22.03.1861 — 13.03.1879);
- Джованни Джакомо делла Бона (27.02.1880 — 17.11.1885);
- Эудженио Карло Валусси[итал.] (07.06.1886 — 10.10.1903);
- Эндричи Челестино[итал.] (31.01.1904 — 29.10.1940);
- Карло Де Феррари[итал.] (12.04.1941 — 14.12.1962) — стигматинец;
- Алессандро Мария Готтарди[итал.] (12.02.1963 — 07.12.1987);
- Джованни Мария Сартори[итал.] (07.12.1987 — 26.09.1998);
- Луиджи Брессан (25.03.1999 — 10.02.2016);
- Лауро Тизи[итал.]  (с 10 февраля 2016 года — по настоящее время).

### Луиджи Брессан
Луиджи Брессан хиротонисан в архиепископы Тренто 25 марта 1999 года. Родился в Сарке, в автономной провинции Тренто. Нес служение апостольского нунция в Пакистане, Таиланде и Камбодже.

## Статистика
На конец 2010 года из 505 527 человек, проживающих на территории епархии, католиками являлись 481 232 человек, что соответствует 95,2% от общего числа населения епархии.
| год  | население | население | население | священники | священники        | священники         | священники                           | постоянные диаконы | монахи  | монахи  | приходы |
| год  | католики  | всего     | %         | всего      | белое духовенство | черное духовенство | число католиков на одного священника | постоянные диаконы | мужчины | женщины | приходы |
| ---- | --------- | --------- | --------- | ---------- | ----------------- | ------------------ | ------------------------------------ | ------------------ | ------- | ------- | ------- |
| 1950 | 613.500   | 615.000   | 99,8      | 1.717      | 1.149             | 568                | 357                                  |                    | 834     | 2.168   | 426     |
| 1970 | 425.471   | 425.782   | 99,9      | 1.193      | 794               | 399                | 356                                  |                    | 494     | 1.922   | 448     |
| 1980 | 442.452   | 442.873   | 99,9      | 1.056      | 696               | 360                | 418                                  |                    | 495     | 1.693   | 458     |
| 1990 | 440.000   | 445.165   | 98,8      | 940        | 629               | 311                | 468                                  | 8                  | 427     | 1.061   | 456     |
| 1999 | 461.000   | 464.398   | 99,3      | 841        | 552               | 289                | 548                                  | 17                 | 400     | 864     | 456     |
| 2000 | 469.000   | 473.000   | 99,2      | 818        | 541               | 277                | 573                                  | 19                 | 377     | 854     | 456     |
| 2001 | 468.800   | 470.946   | 99,5      | 804        | 522               | 282                | 583                                  | 19                 | 374     | 759     | 456     |
| 2002 | 469.600   | 472.816   | 99,3      | 770        | 495               | 275                | 609                                  | 20                 | 364     | 744     | 456     |
| 2003 | 469.840   | 473.151   | 99,3      | 753        | 484               | 269                | 623                                  | 18                 | 355     | 756     | 454     |
| 2004 | 470.513   | 477.017   | 98,6      | 757        | 474               | 283                | 621                                  | 19                 | 344     | 691     | 454     |
| 2005 | 471.200   | 481.500   | 97,8      | 756        | 470               | 286                | 623                                  | 20                 | 359     | 629     | 454     |
| 2010 | 481.232   | 505.527   | 95,2      | 667        | 402               | 265                | 721                                  | 28                 | 319     | 553     | 452     |